# Manuel Oro
 (octobre 2014).
Si vous disposez d'ouvrages ou d'articles de référence ou si vous connaissez des sites web de qualité traitant du thème abordé ici, merci de compléter l'article en donnant les références utiles à sa vérifiabilité et en les liant à la section « Notes et références ».
Pour les articles homonymes, voir Oro.
Manuel Oro Comas, né à Barcelone le 3 janvier 1909 et mort dans la même ville le 11 mai 2002, est un footballeur espagnol des années 1930 qui jouait au poste de défenseur. Il s'est ensuite reconverti en entraîneur.

## Biographie
Né en 1909 dans le quartier barcelonais de La Sagrera et formé dans une peña du district de Sant Andreu, son premier club est le CE Júpiter dans le quartier de La Verneda où il joue entre 1928 et 1930.
En 1930, il rejoint le FC Barcelone où il ne joue que pendant une saison. Avec le Barça, il joue 16 matchs (un seul en championnat d'Espagne) et remporte le championnat de Catalogne.
Désirant jouer davantage, en 1931, il quitte le FC Barcelone pour rejoindre le CE Sabadell où il reste jusqu'en décembre 1932, date à laquelle il est recruté par le RCD Espanyol. Il reste deux saisons avec l'Espanyol (il joue 3 matchs de championnat).
Fin 1934, il signe avec le Real Murcie où il reste jusqu'en 1941. Pendant la Guerre civile espagnole, il joue avec l'EC Granollers.
En 1942, il retourne à Barcelone où il devient joueur-entraîneur de l'UE Sant Andreu. Il dirige ensuite le CE Manresa.
Le 19 mars 1953 a lieu un match d'hommage à Manuel Oro au stade de La Maquinista entre La Maquinista et le CE Europa.

## Palmarès
Avec le FC Barcelone :
- Champion de Catalogne en 1931